# 肥田野健太郎
肥田野 健太郎（ひだの けんたろう）は、日本の漫画家。

## 来歴
2018年、『週刊少年ジャンプ』（集英社）にて、『ジガ -ZIGA-』を連載。佐野ロクロウが原作を務め、肥田野が作画を担当。2022年、同誌で冨澤浩気の原作による『すごいスマホ』を連載。

## 作品リスト

### 連載
- ジガ -ZIGA-（原作：佐野ロクロウ、『週刊少年ジャンプ』2018年16号[2] - 30号[3]）
- すごいスマホ（原作：冨澤浩気、『週刊少年ジャンプ』2022年23号[4] - 2022年46号[5]）
- 怪獣8号 side B（原作：松本直也×安藤敬而、『少年ジャンプ+』2024年1月5日[6] - 2024年7月12日[7]）

### 読み切り
- 抗菌ストレンジ（『赤マルジャンプ』2006 SPRING）
- 惑星オートマトン（『赤マルジャンプ』2009 WINTER）
- クロノマンション（原作：矢萩隼人、『週刊少年ジャンプ』2010年36・37号）
- クヒコさん（原作：矢萩隼人、『少年ジャンプ+』2014年10月6日[8]、10月13日[9]） - 前後編[8][9]
- 終わりのパンダ（原作：田中空、『少年ジャンプ+』2020年4月10日[10]、4月11日[11]） - 前後編[10][11]
- 戦乱FREAKS（原作：矢部駿、『週刊少年ジャンプ』2020年27号[12]
- 霊掃業の洗井くん（原作：静脈、『少年ジャンプ+』2021年3月1日[13]）
- 大巨人（原作：ト城、『少年ジャンプ+』2023年5月8日[14]） - 少年ジャンプ＋「ネーム・シナリオ原作賞2022」ファンタジー部門佳作受賞作品の漫画化[14]。

### 書籍
- 『ジガ -ZIGA-』、原作：佐野ロクロウ、集英社〈ジャンプ コミックス〉2018年、全2巻
- 『すごいスマホ』、原作：冨澤浩気、集英社〈ジャンプ コミックス〉2022年 - 2023年、全3巻
- 『怪獣8号 side B』、原作：松本直也×安藤敬而、集英社〈ジャンプ コミックス〉2024年、全2巻